# پوشاک مذهبی
پوشاک مذهبی، لباس مذهبی یا لباس دینی (به انگلیسی: Religious clothing)، لباسی است که مطابق با دین ، سنت یا اهمیت یک گروه دینی پوشیده می‌شود. این شامل لباس روحانیت از قبیل خرقه و عادت مذهبی، جامه و جلیقه‌های دیگر است. لوازم جانبی شامل کلاه، حلقه ازدواج، صلیب و غیره است.
جلیقه، لباس‌ها و کالاهای نیایش‌سرایی هستند که عمدتاً با ادیان مسیحی، به ویژه کاتولیک، ارتدوکس شرقی، آنگلیکن، متدیست‌ها و کلیساهای لوتری مرتبط هستند. گروه‌های دیگر نیز از لباس‌ها استفاده می‌کنند، اما این موضوع در اصلاحات پروتستانی و گاهی پس از آن محل مناقشه بود - به‌ویژه در طول مناقشات آیین‌گرایان در انگلستان در سدهٔ نوزدهم. لباس روحانیت لباس غیرمذهبی است که منحصراً توسط روحانیون پوشیده می‌شود. از جلیقه متمایز است، زیرا به‌طور خاص برای خدمات اختصاص ندارد.

## اسلام

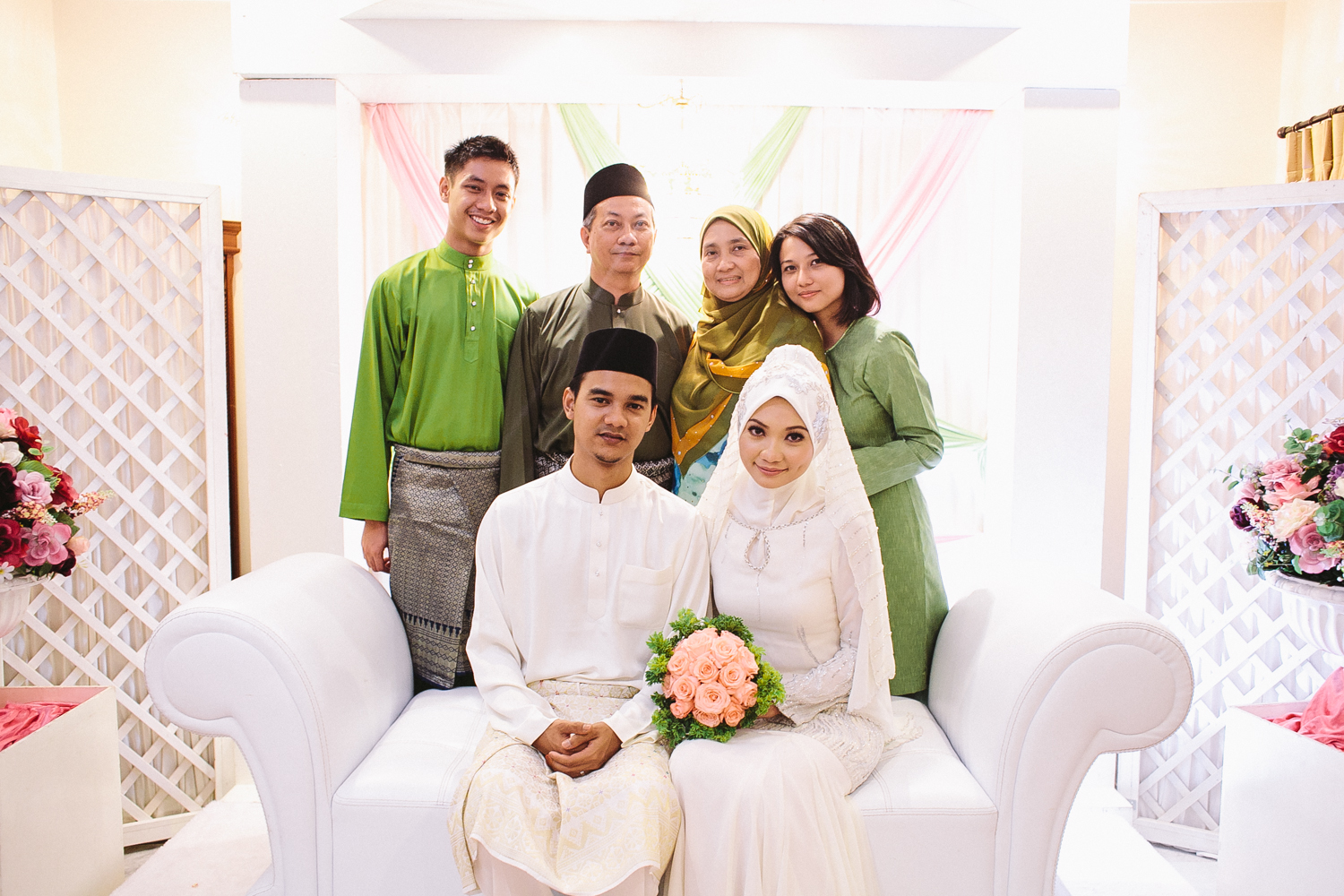
لباس متواضع اسلامی که در مراسم عروسی می‌پوشند

پوشش در اسلام از کشوری به کشور دیگر متفاوت است. سورهٔ An-Nur قرآن حیا در پوشش را تجویز می‌کند. احادیث مختلف (آموزه‌های محمدی) معیارهای بیشتری را برای پوشش زنان و لباس مردان در اسلام بیان می‌کنند.
توصیه به حجاب برای زنان در قرآن کریم است که می‌فرماید: «ای پیامبر به زنان و دخترانت و زنان مؤمنان بگو که لباس‌های بیرونی خود را بر خود فرود آورند، این برایشان مناسب‌تر است. شناخته شود و مورد سوءاستفاده قرار نگیرد و خداوند همواره آمرزنده و مهربان است.»
حجاب در سراسر جهان اسلام رایج است و بسیاری از کشورهای مسلمان آن را با فرهنگ و سنت‌های خود سازگار کرده‌اند. به عنوان مثال، کشورهای مسلمانی مانند ترکیه وجود دارند که در آنها فقط روسری رایج است. اما این بدان معنا نیست که روبند، برقع یا خمار پوشیده نمی‌شود. در عربستان سعودی حجاب، نقاب، خمار و برقع معمول است. در افغانستان و بخش‌هایی از پاکستان، برقع و نقاب هر دو رایج است. در هند، به ویژه در ایالت کشمیر، زنان مسلمان از حجاب و خمار استفاده می‌کنند. در سودان، اندونزی و مالزی حجاب، خمار و جلباب بیشتر رایج است.